# Thiện Trí
Thiện Trí là một xã thuộc huyện Cái Bè, tỉnh Tiền Giang, Việt Nam.

## Địa lý
Xã có diện tích 13,29 km², dân số năm 1999 là 9.450 người, mật độ dân số đạt 711 người/km².

## Lịch sử
Xã ban đầu là một phần của xã Mỹ Thiện. Làng Mỹ Thiện vào thời vua Gia Long thuộc tổng Kiến Phong.
Từ năm 1836 đến 1945, thuộc tổng Phong Hòa.
Từ 1945 đến 1954, Việt Nam Dân chủ Cộng hòa gọi là xã Mỹ Thiện thuộc huyện Cái Bè, tỉnh Mỹ Tho; chính quyền Thực dân Pháp đặt xã Mỹ Thiện thuộc tổng Phong Hòa, huyện Cái Bè, tỉnh Mỹ Tho.
Từ 1954 đến 1975, xã Mỹ Thiện thuộc huyện Cái Bè, tỉnh Mỹ Tho, chính quyền Việt Nam Cộng hòa đặt xã Mỹ Thiện thuộc quận Sùng Hiếu, tỉnh Định Tường.
Ngày 12 tháng 4 năm 1979, thành lập hai xã Thiện Trí và Thiện Trung từ xã Mỹ Thiện.

## Kinh tế - Xã hội

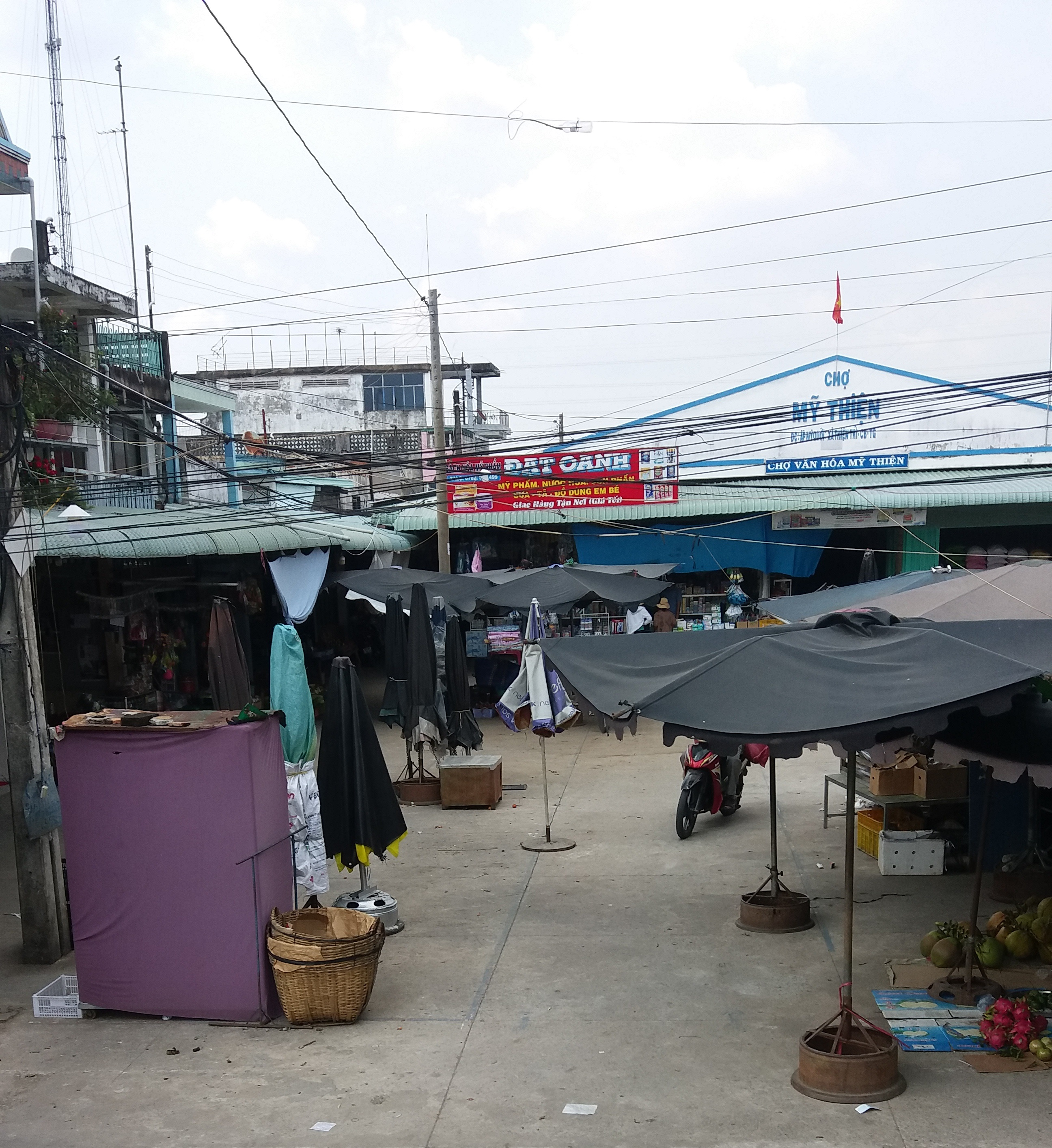
chợ Mỹ Thiện cạnh Quốc lộ 1.

Kinh tế chủ yếu là nông nghiệp trồng lúa và cây ăn trái, dịch vụ, buôn bán nhỏ, tiểu thủ công nghiệp truyền thống với nghề rèn, đan lát, làm nhang...Trung tâm mua bán là chợ Mỹ Thiện, chỉ là một chợ nhỏ nằm dọc Quốc lộ 1.
Vào năm 2008, trạm y tế xã có 2 y sĩ, 1 y sĩ sản nhi, 1 hộ sinh, 1 y tá, 1 dược sĩ, 1 lương y,...các tổ chức chăm sóc sức khoẻ cộng đồng: có 5 tổ y tế và một số cộng tác viên 7.
Xã có 12 bà mẹ Việt Nam Anh hùng, 268 liệt sĩ, 80 thương binh, 21 lão thành cách mạng, 86 gia đình có công với nước, 242 huân chương của tập thể và cá nhân; xã đã vinh dự được Nhà nước phong tặng danh hiệu anh hùng Lực lượng vũ trang nhân dân.

## Ảnh

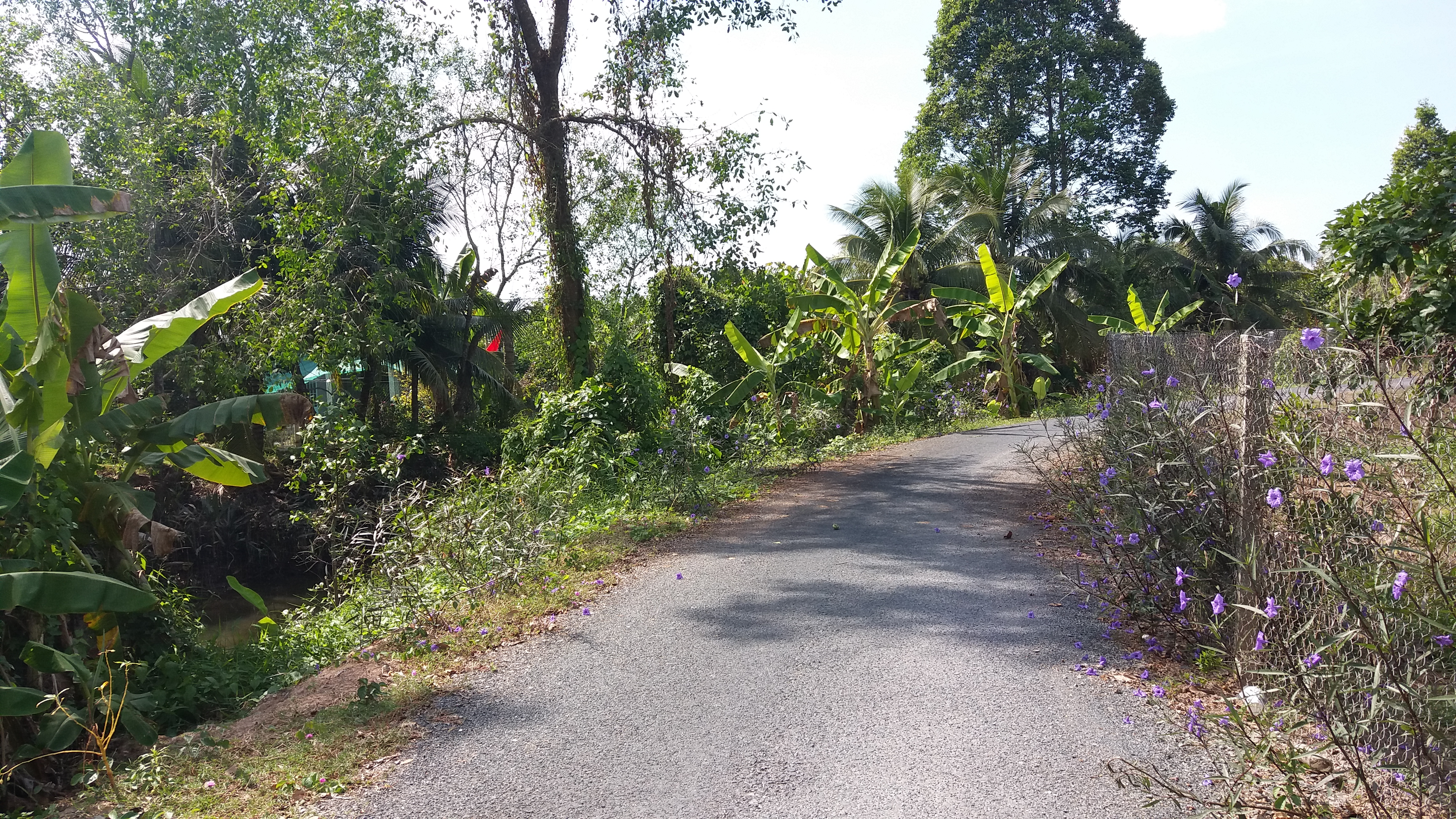
Đường nông thôn xã Thiện Trí.